# Омаров, Мамаит
Мамаит Омаров (12 января 1905, Павлодарский уезд, Семипалатинская область, Степное генерал-губернаторство, Российская империя — 23 декабря 1983, село Казалы, Ермаковский район, Павлодарская область, Казахская ССР) — директор совхоза «Ермаковский» Ермаковского района Павлодарской области, Казахская ССР. Герой Социалистического Труда (1966).

## Биография
Родился в 1905 году в крестьянской семье в одном из сельских населённых пунктов Павлодарского уезда. С 1919 года трудился батраком, затем — рабочим. С 1932 года работал управляющим отделениями в совхозах «Шакат» и «Папанинский», с 1938 года — заведующий фермой. С 1940 года обучался на Республиканских курсах подготовки директоров совхозов, после которых трудился заместителем директора, директором совхоза «Бескарагайский». За успешное выполнение заданий правительства по производству и сдаче государству сельскохозяйственных продуктов в годы Великой Отечественной войны награждён в 1945 году Орденом «Знак Почёта».
В мае 1947 года назначен директором совхоза «Ермаковский» Кагановичского района, которым руководил последующие двадцать лет. За короткое время вывел совхоз в число передовых сельскохозяйственных предприятий Павлодарской области. Совхоз ежегодно добивался высоких результатов в сельском хозяйстве. С 1950 года совхоз разводил овец породы алтайский меринос. Поголовье отары насчитывало около 20 тысяч овец, среди которых 35 % относилось к элитному и первому классу. Настриг шерсти с каждой овцы ежегодно достигал 5 килограммов. В совхозе под его руководством ежегодно возводились жилые, производственные и социально-культурные объекты.
В 1965 году совхоз досрочно выполнил государственные плановые задания по сельскохозяйственным продуктам и сдал государству 87805 центнеров зерновых при запланированных 77 тысяч центнеров. Указом Президиума Верховного Совета СССР от 22 марта 1966 года удостоен звания Героя Социалистического Труда за «достигнутые успехи в развитии животноводства, увеличении производства и заготовок мяса, молока, яиц и шерсти и другой продукции» с вручением ордена Ленина и золотой медали «Серп и Молот» (№ 11270).
Избирался членом Ермаковского райкома КПСС, депутатом Ермаковского районного Совета депутатов трудящихся.
После выхода на пенсию в 1972 году проживал в селе Казалы (сегодня — в городских границах города Аксу). Умер в декабре 1983 года. Похоронен на Старом мусульманском кладбище 3-й части села имени Мамаита Омарова.
Память
- Его именем названы село имени Мамаита Омарова и сельский округ[2].
- В селе имени Мамаита Омарова его именем названа улица.
- В 2011 году в городе Аксу был установлен бюст.
- Его имя занесено в Золотую книгу Почёта Казахской ССР.

Награды
- Герой Социалистического Труда
- Орден Ленина
- Орден «Знак Почёта» (10.09.1945)
- Серебряная медаль ВДНХ (1958).